# Lappidot
Lappidot (hebr. לפידות) – moszaw położony w Samorządzie Regionu Ma’ale Josef, w Dystrykcie Północnym, w Izraelu.

## Położenie
Moszaw jest położony na wysokości 496 metrów n.p.m. w południowej części Górnej Galilei. Leży na północno-zachodnich zboczach masywu górskiego Matlul Curim (ok. 769 m n.p.m.). Od strony południowej i zachodniej moszaw jest ograniczony głębokim wadi strumienia Bet ha-Emek, a od północy wadi strumienia Kiszor. Teren wokół osady jest zalesiony. W otoczeniu moszawu Lappidot znajdują się miejscowości Kisra-Sumaj, Nachf, Dejr al-Asad, Jirka, Januch-Dżat i Kefar Weradim, kibuc Kiszor, moszaw Chosen, oraz wioski komunalne Har Chaluc, Lawon i Gitta. Na północnym wschodzie jest położona strefa przemysłowa Tefen.

### Podział administracyjny
Lappidot jest położony w Samorządzie Regionu Ma’ale Josef, w Poddystrykcie Akka, w Dystrykcie Północnym Izraela.

## Demografia
Stałymi mieszkańcami moszawu wyłącznie są Żydzi. Tutejsza populacja jest świecka:

Źródło danych: Central Bureau of Statistics.

## Historia
Moszaw został założony w 1978 roku w ramach rządowego projektu Perspektywy Galilei, którego celem było wzmocnienie pozycji demograficznej społeczności żydowskiej na północy kraju. Grupa założycielska składała się z mieszkańców istniejących w regionie wiosek, dla których nie było już dostępnych gruntów pod założenie własnego gospodarstwa rodzinnego.

## Edukacja
Moszaw utrzymuje przedszkole. Starsze dzieci są dowożone do szkoły podstawowej w moszawie Becet lub szkoły średniej przy kibucu Kabri.

## Kultura i sport
W moszawie znajduje się ośrodek kultury z biblioteką. Z obiektów sportowych jest boisko do piłki nożnej i koszykówki.

## Infrastruktura
W moszawie jest przychodnia zdrowia, sklep wielobranżowy oraz warsztat mechaniczny.

## Gospodarka
Gospodarka moszawu opiera się na drobnym rolnictwie - głównie uprawa oliwek. Jest tu także ferma drobiu. Większość mieszkańców dojeżdża do pracy w pobliskich strefach przemysłowych.

## Transport
Z moszawu wyjeżdża się na wschód na drogę nr 854, którą jadąc na północny wschód dojeżdża się do miejscowości Kisra-Sumaj i strefy przemysłowej Tefen, lub jadąc na południowy wschód dojeżdża się do skrzyżowania z drogą nr 8544 (prowadzi na zachód do kibucu Kiszor) i dalej do wioski komunalnej Lawon.